# سنا فان أولفين
سنا فان أولفين (بالهولندية: Sanne van Olphen) مواليد 13 مارس 1989 في لاهاي، هي لاعبة كرة يد هولندية تلعب كظهير أيمن. مثلت منتخب هولندا لكرة اليد للسيدات. شاركت في دورة الألعاب الأولمبية الصيفية سنة 2016. حققت المركز الثاني في بطولة العالم لكرة اليد للسيدات 2015.

## سجل المنافسة
شاركت في البطولات التالية:
- الألعاب الأولمبية الصيفية 2016
- بطولة العالم لكرة اليد للسيدات 2013
- بطولة العالم لكرة اليد للسيدات 2015
- بطولة أوروبا لكرة اليد للسيدات 2014
- بطولة أوروبا لكرة اليد للسيدات 2016

## الميداليات
| الميدالية | المسابقة                            |
| --------- | ----------------------------------- |
| فضية      | بطولة العالم لكرة اليد للسيدات 2015 |
| فضية      | بطولة أوروبا لكرة اليد للسيدات 2016 |

## روابط خارجية
- سنا فان أولفين على موقع الاتحاد الأوروبي لكرة اليد (الإنجليزية)
- سنا فان أولفين على موقع اللجنة الأولمبية الدولية (الإنجليزية)
- سنا فان أولفين على موقع أوليمبيديا (الإنجليزية)
- سنا فان أولفين على موقع تيم أن.أل (الهولندية)